# Palaeomicromenneus
Palaeomicromenneus – wymarły rodzaj pająków z podrzędu Opisthothelae i rodziny Burmadictynidae. Obejmuje tylko jeden wczesnokredowy gatunek, P. lebanensis, którego inkluzje znaleziono w bursztynie libańskim.

## Taksonomia
Rodzaj i jego gatunek typowy opisane zostały po raz pierwszy w 2003 roku przez Davida Penneya na łamach „Acta Palaeontologica Polonica”. Opisu dokonano na podstawie inkluzji pojedynczego okazu w bursztynie libańskim, datowanej na późny barrem lub wczesny apt w kredzie. Odnaleziono ją w Mdejridż w okolicy Hammany w muhafazie Dżabal Lubnan w Libanie. Nazwa rodzajowa to połączenie greckich πάλαιος (pálaios, „starodawny”) i μικρός (mikrós, „mały”) z nazwą rodzajową Menneus. Epitet gatunkowy oznacza po łacinie „libański”.
Penney zaliczył omawiany rodzaj do rodziny Deinopidae na podstawie budowy samczych nogogłaszczków i bliskiego podobieństwa budowy do współczesnego rodzaju Menneus. W 2015 roku Jörg Wunderlich przeniósł Palaeomicromenneus do rodziny Salticoididae, a w 2017 roku wyodrębnił z Salticoididae rodzinę Burmadictynidae, zaliczając do niej Eodeinopis, Burmadictyna i omawiany rodzaj. Zwrócił on uwagę na różnice w układzie oczu między Burmadictynidae a Deinopidae.

## Morfologia
Pająk o ciele długości 2,9 mm przy prosomie długości 1,3 mm i szerokości 1,2 mm oraz opistosomie (odwłoku) długości 1,6 mm i szerokości 1,4 mm. Boczne brzegi karapaksu były zaokrąglone, a tylny wklęsły. W boczno-środkowej częściach karapaksu biegły podłużne pasma jasnych, pierzastych szczecinek. Spośród ośmiorga oczu te pary przednio-środkowej były mniej więcej tak duże jak pary przednio-bocznej, a te pary tylno-środkowej nieco większe niż pary przednio-bocznej i mniej więcej tak duże jak pary tylno-bocznej. Para tylno-środkowa zwrócona była ku przodowi i położona bardziej z przodu niż para tylno-boczna. Kolejność par odnóży od najdłuższej do najkrótszej to: I, II, IV, III. Na wszystkich członach występowały szczecinki i kolce. Jednorzędowy grzebień przędny zajmował dosiebną połowę długości nadstopii ostatniej pary. Spośród trzech pazurków wieńczących każdą stopę dwa górne miały co najmniej po sześć ząbków. Opistosomę porastały zarówno szczecinki pierzaste, jak i niezmodyfikowane. Siteczko przędne było niepodzielone.
Nogogłaszczki miały niezmodyfikowane udo, jeden długi i zakrzywiony kolec w tylno-bocznej części goleni, kubkowate, pozbawione kolców i porośnięte długimi szczecinkami cymbium, języczkowaty i zakrzywiony konduktor, wydłużony i trzykrotnie ciasno wokół konduktora owinięty embolus z częścią odsiebną odsuniętą od części skręconej i przedwierzchołkowo lekko odgiętą, a tegulum wykształcone w formie pasma zesklerotyzowanej tkanki między embolusem i cymbium.